# 孫廷翰
孫廷翰（1861年—1918年），原名起焕，字运章，号问清，浙江省紹興府諸暨縣人，晚晴翰林。
光緒十五年（1889年）己丑科三甲第一名進士。同年五月，改翰林院庶吉士。光緒十六年四月，散館，授翰林院檢討。历充国史馆纂修、文渊阁校理。
八国联军入京，图籍多毁，孙廷翰耗其家产，筹集影印千册，捐北京大学等校。沪杭甬铁路筹建，公推为董事。民国成立，任首任浙江省教育厅副厅长。晚年居上海，任浙江旅沪公学校长。
子孙大雨。